# 태풍 베이브 (1977년)
태풍 베이브(태풍 번호: 7709, JTWC 지정 번호: 10W, 국제명:BABE, 필리핀 기상청(PAGASA) 지정 이름: Miling)는 1977년 북서태평양에서 발생한 9번째 태풍으로 1977년에 발생한 태풍 중 가장 강력했다. 일본 류큐 열도 오키노에라부섬에서 중심기압 907.3 hPa를 기록해 일본에서 관측된 중심기압 중 최저치를 나타냈다. 이 기록은 현재까지도 깨지지 않고 있다. 지역 신문에 따르면 태풍 베이브는 18년만의 최악의 태풍으로 소개되었다. 일본 기상청은 태풍 베이브에게 피해가 극심한 태풍에게만 붙이는 특별한 이름 중 하나인 '오키노에라부 태풍(沖永良部台風)'을 부여했다. 또한 태풍 베이브와 똑같은 이름을 가진 허리케인 베이브가 북대서양에서 같은 해 9월 3일부터 9월 9일까지 활동해 이름이 같은 열대 저기압이 다른 지역에서 동시에 활동한 이례적인 일이 발생했다.

## 태풍의 진행
1977년 9월 2일, 캐롤라인 제도 북위 8.3도와 동경 144.6도 지점에서 열대 저기압 제10호가 발생했고 같은 날 열대폭풍 베이브로 발달하였다. 초기에는 아무런 발달을 하지 않은 채 서진하다가 아열대성 고압대로 인해 북쪽으로 방향을 틀었다. 그러나 9월 5일, 아열대성 고압대의 세력이 약화되면서 급격하게 강력해졌고 북북서진하기 시작했다. 9월 6일에는 태풍으로 발달했고 9월 8일에는 슈퍼 태풍이 되었다. 이것으로 베이브는 1977년의 첫 번째 슈퍼 태풍이자 마지막 슈퍼 태풍이 되었다.
9월 8일 전까지 태풍 베이브는 계속해서 북서진해 대만을 강타할 것으로 예측되었으나 갑자기 북북동쪽으로 전향, 대만은 위험에서 벗어나게 되었으나 일본이 영향을 받게 되었다. 9월 9일에는 일본 류큐 열도 오키노에라부섬을 강타해 이 곳에서 중심기압이 907.3 hPa가 관측되어 최저 값을 경신하게 되었다. 이전 기록은 1959년의 태풍 사라가 미야코섬에서 기록한 908.1 hPa였지만 18년 만에 기록을 갈아치웠다. 또한 엄청난 강풍이 불어 풍속계가 파손되어 풍속을 측정하기가 불가능해지는 일이 벌어졌다. 일본에서는 규슈에 상륙할 것으로 내다보았으나 근처에 있던 열대 저기압과 후지와라 효과가 발생해 북서진한 후 9월 10일, 중국 상하이에 소형 태풍 급으로 상륙하였다. 이내 세력이 약해지면서 소멸했다.

## 피해
오키노에라부섬에서는 100명이 넘는 주민들이 부상당하고 섬 전체에 존재하던 절반이 넘는 집이 파괴되었다. 또한 태풍 베이브의 예상치 못한 진로로 인해 많은 어선에 영향을 끼쳤다. 총 17명이 태풍 베이브로 인해 숨졌다.